# You sexy thing
You sexy thing (ook bekend als I believe in miracles) is een single van Hot Chocolate. Het is afkomstig van hun album Hot Chocolate.

## Geschiedenis
You sexy thing verscheen in maart 1975 als B-kant van de single Blue night, dat geen hit werd. Muziekproducent Mickie Most vond You sexy thing, geschreven door bandleden Errol Brown en Tony Wilson, ongeschikt als A-kant. Most bleef er echter aan werken en een half jaar later vond een remix van die B-kant zijn weg naar de A-kant. Brown zong over de vrouw van zijn dromen. Opvallend aan het nummer is de regelmatig terugkerende gitaarriff.
B-kant van de single van A warm smile is geschreven door de andere leden Tony Connor, Harvey Hinsley en Patrick Olive.

## Hitnotering
In de Amerikaanse Billboard Hot 100 stond het eenentwintig weken genoteerd met als hoogste plaats 3. Slechts Paul Simon met 50 Ways to leave your lover en Donna Summer met Love to love you baby konden het van de eerste plaats afhouden. Het werd daar hun grootste hit aldaar. In het Verenigd Koninkrijk stond het twaalf weken in de UK Singles Chart met als hoogste plaats nummer 2, gestuit door Queen met Bohemian Rhapsody.

### Nederlandse Top 40
Alarmschijf
| Positie: | 18 | 12 | 6 | 5 | 10 | 20 | 37 | uit |

### NederlandseDaverende 30
| Positie: | 19 | 19 | 6 | 5 | 10 | 21 | uit |

### BelgischeBRT Top 30
| Positie: | 24 | 19 | 3 | 20 | uit |

### VlaamseUltratop 30
| Positie: | 29 | 21 | 15 | 22 | uit |

### NPO Radio 2 Top 2000
You sexy thing stond alleen in 2004 in de NPO Radio 2 Top 2000, op plek 1698.

## Andere versies
In 1987 kwam er een remix op de markt, verzorgd door Ben Liebrand. Die versie haalde in een aantal landen opnieuw de hitparade, echter het had minder succes dan het origineel. Onder de artiesten die het nummer ook zongen bevinden zich de Stereophonics en Bruce Springsteen. Groot succes was er voor het Australische duo T-shit (Chloé Treend en Miranda Cooper), die met hun versie de hitparades haalden in Australië (32 weken en hoogste plaats 6) en Nieuw-Zeeland (hoogste plaats 5). Claudia Commander zong een Duitse versie onder de titel Mädchen ohna Namen. A Tribe Called Quest samplede het. Kidz-DJ gaf er een aparte wending aan door een versie te schrijven onder de titel Warme chocomel, aldus verwijzend naar de groepsnaam en niet naar de titel.

## Gebruik in de media
Als icoon van de jaren zeventig is het lied terug te horen in films die die jaren als thema hebben, zoals Reservoir Dogs en Boogie Nights. Dankzij de film The Full Monty werd het in 1997 opnieuw een hit in het Verenigd Koninkrijk. Burger King gebruikte het lied in 1999 om hun Double Whopper aan te prijzen. Ook andere firma's gebruikten het bij hun reclame.